# Торговий рейдер

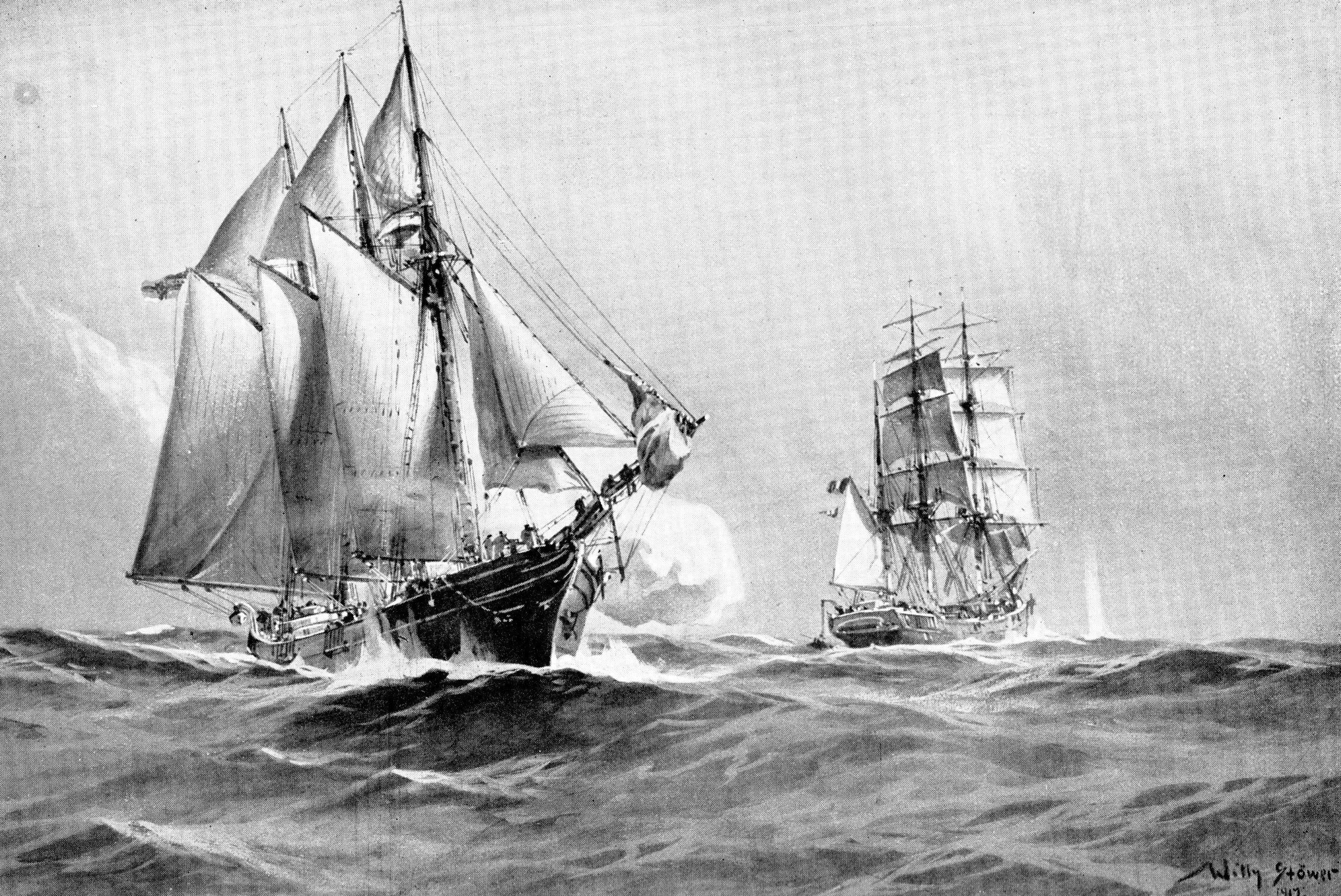
Німецький торговий рейдер - вітрильник SMS Seeadler захоплює французький барк Cambronne 20 березня 1917.

Торгові рейдери це переобладнанні з торгових суден кораблі - рейдери, замасковані під мирні торгові судна противника або нейтральні. Вони стали засобом крейсерської війни за умов панування на морі противником. 

## Історія застосування
Почали використовуватись Німеччиною під кінець Першої Світової війни через проблеми з проривом британської блокади допоміжними крейсерами, та, у більших масштабах, на початкових стадіях Другої Світової. 
Одним з найвідоміших торгових рейдерів став німецький «Корморан», який, використавши маскування, зумів потопити австралійський легкий крейсер «Сідней». Торгові рейдери під час Другої Світової намагалася застосувати Італія, але безуспішно.

## Зовнішні посилання
- Merchant Ships Convert Into War Raiders, Paint And False Structures Provide Disguises September 1941 стаття детально описує спосіб дій торгових рейдерів під час війни.
- Marauders of the Sea, German Armed Merchant Raiders During World War 1, Wolf
- Marauders of the Sea, German Armed Merchant Raiders During World War 1, Möwe
- Hilfskreuzer